# Idiochlora flexicosta
Idiochlora flexicosta är en fjärilsart som beskrevs av W. Warren 1896. Idiochlora flexicosta ingår i släktet Idiochlora och familjen mätare. Inga underarter finns listade i Catalogue of Life.